# Amidosulfuron
Amidosulfuron is de ISO-naam van een selectief herbicide uit de groep der sulfonylureumverbindingen. Het wordt gebruikt bij de teelt van graangewassen en vlas, en op hooi- en graslanden. Doelplanten zijn onder meer tweezaadlobbigen (met name kleefkruid), kruisbloemigen en ranonkelachtigen. Het wordt op de markt gebracht door Bayer CropScience onder de merknaam Gratil.

## Werking
Amidosulfuron is een systemisch na-opkomst herbicide. Het wordt toegepast na de winter, vanaf het hernemen van de groei. Het wordt vooral via de bladeren, maar ook via de wortels opgenomen. Het remt de werking van het plantenenzym acetolactaat-synthase (ALS); hierdoor wordt de aanmaak van bepaalde aminozuren die nodig zijn voor de celdeling geblokkeerd, en sterft de onkruidplant geleidelijk af. Het enzym ALS komt niet voor in mensen, vissen of vee.

## Regelgeving
De Europese Commissie heeft op 28 maart 2008 beslist om amidosulfuron als herbicide op te nemen in bijlage I bij Richtlijn 91/414/EEG (dit zijn de werkzame stoffen die de lidstaten van de EU kunnen toelaten), voor de periode van 1 januari 2009 tot 31 december 2018. Het wetenschappelijk onderzoek naar de risico's van amidosulfuron werd afgerond op 14 november 2007. Bijzondere aandacht moet besteed worden aan de bescherming van het grondwater in kwetsbare gebieden (bepaalde afbraakproducten van amidosulfuron kunnen het grondwater verontreinigen) en van hogere waterplanten.

## Toxicologie en veiligheid
Amidosulfuron is een zwak zuur. Het is weinig acuut toxisch. De aanvaardbare dagelijkse inname (ADI) ligt op 0,2 mg/kg lichaamsgewicht per dag.
De stof is niet opgenomen in de Europese lijst van gevaarlijke stoffen in Bijlage I bij Richtlijn 67/548/EEG.